# イヴァン・イヴァノフ
イヴァン・カメノフ・イヴァノフ（ブルガリア語: Иван Каменов Иванов, ラテン文字転写: Ivan Kamenov Ivanov, 1988年2月25日 - ）は、ブルガリア・ソフィア州Zlatitsa出身の元サッカー選手。元ブルガリア代表。現役時代のポジションはセンターバック。

## 経歴

### クラブ

#### 初期
ブルガリアのZlatitsaに生まれたイヴァノフは、1994 FIFAワールドカップに影響を受けサッカー選手を志すようになった。その後、ピリン1922でキャリアを始め、2005年にPFC CSKAソフィアへ移籍した。CSKAでは、2006年にカップとスーパーカップを獲得。2007年8月にはPFCロコモティフ・プロヴディフへ貸し出された。2008年冬に地元メディアはイングランド1部ダービー・カウンティFCの獲得候補だったが、労働許可証の問題により見送られたと報じた。

#### CSKAソフィア

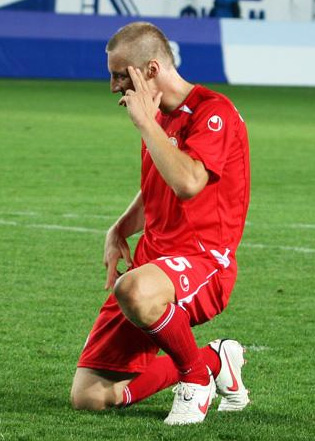
2009年にFCディナモ・モスクワ戦の勝利を祝うイヴァノフ

2008年夏の移籍市場で多くの同僚が移籍した後、イヴァノフはキリル・コテフ（en）と共にチームにとって必要不可欠なディフェンダーとなっていった。リテックス・ロヴェチとのスーパーカップ（2-1）で先発して優勝に貢献。9月19日のPFCミニョル・ペルニク戦で67分にコーナーキックから頭で初得点、2009年3月18日に前所属のロコモティフ・プロヴディフ戦（3-1）で得点、3月21日のPFCスパルタク・ヴァルナ戦（2-0）で得点を挙げる等、最終的に2008-09シーズンはリーグ戦で5得点を記録した。
2009年8月15日のPFCベロエ・スタラ・ザゴラ戦（3-0）で2009-10シーズン初得点、8月27日にUEFAヨーロッパリーグ 2009-10予選プレイオフのFCディナモ・モスクワ戦では決勝点を記録した。11月1日には、規律違反により他8名の選手と共にトップチームの練習に参加することを無期限で禁止されていたが、11月20日に参加が許可されると、翌日のPFCロコモティフ・ソフィア戦（2-2）でアレクサンダル・ブラネコフ（en）に代わり途中出場した。

#### アラニア・ウラジカフカス
2010年2月26日に同僚のイヴァン・ストヤノフ（en）と共にロシア1部のFCアラニア・ウラジカフカスと4年契約を締結。移籍金はSportal.bgによると300万ドルと見られている。主要選手として24試合2得点を記録したが、シーズン終了後にチームは2部へ降格した。

#### パルチザン
2011年6月17日にセルビア1部のパルチザン・ベオグラードと3年契約を締結。7月13日にFKシュケンディヤとのUEFAチャンピオンズリーグ 2011-12予選2回戦（4-0）で公式戦初出場、12月3日のFKラドニチュキ1923戦（3-0）で初得点を記録。3月14日のOFKベオグラード戦（アウェイ2-1）では頭で決勝点を挙げた。最終的に2011-12シーズンのリーグ戦で全試合フル出場を果たし、4得点を記録した。
2012年8月30日にUEFAヨーロッパリーグ 2012-13予選プレーオフのトロムソIL戦（1-0）で頭から決勝点を記録する等の活躍が認められ、クラブのサポーターから2012年度の年間最優秀選手に選出。また、2012-13シーズンのリーグ戦で他4名の同僚と共にベストイレブンにも選出された。

#### バーゼル
2013年8月にスイス1部のFCバーゼルと契約。同じバーゼルを拠点とするBSCオールド・ボーイズとのスイス・カップでマティアス・デルガド（en）のアシストにより公式戦初得点を挙げた。
2014年1月、キャンプ期間中に膝の負傷を負い長期離脱を強いられ、シーズン後半のみならず翌シーズン中の復帰も叶わなかった。
2015-16シーズンはチーム全体練習へ合流、リザーブチームにて試合出場を果たすもトップコンディションへの復帰はならず、2015年12月15日、イヴァノフ本人の希望によりバーゼルとの契約を解除した。

#### ロコモティフ・プロヴディフ
ニューヨーク・シティFCのトライアルに参加したが負傷からの回復途上であったため契約には至らず、その後PFCロコモティフ・プロヴディフに1年半の契約で復帰した。

#### パナシナイコス
2016年6月28日、ギリシャのパナシナイコスFCに2019年夏までの契約で移籍した。2017年1月24日に双方の合意により契約を解除した。

#### アルセナル・トゥーラ
2017年2月1日、FCアルセナル・トゥーラに1年半の契約で加入した。2017年7月11日に退団した。

#### アルタイ
2018年6月、トルコのアルタイSKに2年契約で加入した。

#### ヴィフレン・サンダンスキ
2019年6月、OFCヴィフレン・サンダンスキに加入した。

#### エタル
2019年秋、SFKエタル・ヴェリコ・タルノヴォに移籍した。
2020年5月22日、現役引退を表明した。

### 代表
ユース

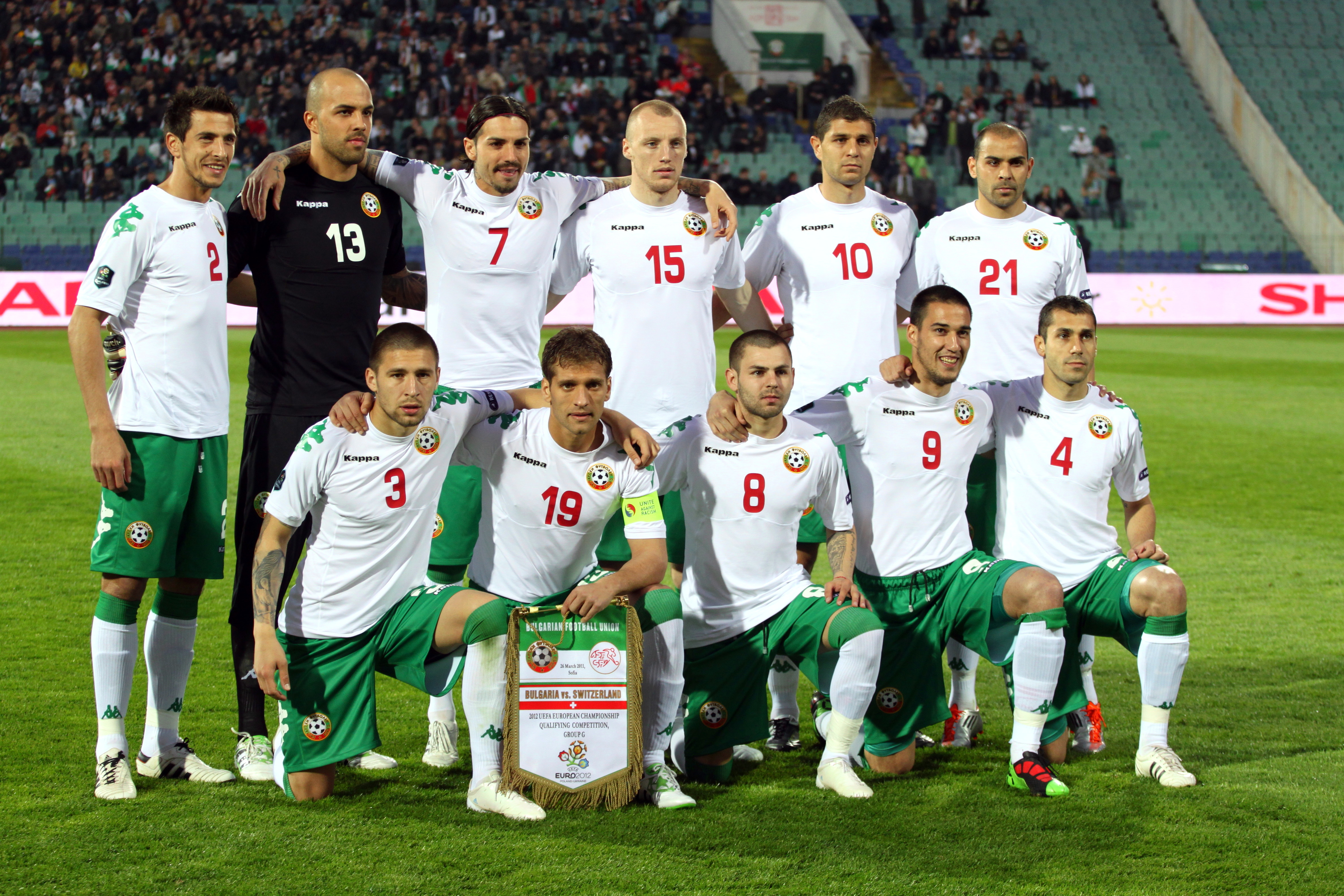
2011年のスイス戦で先発するイヴァノフ (#15)

世代別代表としてはU-17, U-19, U-21でプレーし、2009年6月10日のU-21イスラエル戦（3-4）でU-21代表初得点にして唯一の得点を挙げた。また、ニコライ・ミハイロフ不在時には主将を務めた。
シニア
2008年8月20日のボスニア・ヘルツェゴビナ戦で67分からA代表初出場を飾る。また、10月10日に2010 FIFAワールドカップ・ヨーロッパ予選のイタリア戦でブラジルからの帰化人であるルシオ・ワグネル（en）に代わり途中出場し、それから5日後のジョージア戦（0-0）で初先発フル出場して無失点に抑えている。代表出場4試合目となったキプロス戦（アウェイ1-4）で守備のミスをメディアに批判を浴びていたにもかかわらず、続くジョージア戦にも出場した。
2011年9月6日にUEFA EURO 2012予選のスイス戦（1-3）で初得点を記録。ローター・マテウス監督とリュボスラフ・ペネフ監督政権下の代表チームで中心選手として活動した。

## タイトル
クラブ
PFC CSKAソフィア
- ブルガリアカップ : 2005-06
- ブルガリア・スーパーカップ : 2006, 2008

パルチザン・ベオグラード
- セルビア・スーペルリーガ : 2011-12, 2012-13

FCバーゼル
- スーパーリーグ : 2013-14, 2014-15

個人
- セルビア・スーペルリーガ年間ベストイレブン : 2012-13[9]